# Legge dello strumento
La legge dello strumento, viene anche soprannominata legge del martello, martello di Maslow o martello d'oro è un pregiudizio cognitivo o Bias cognitivo, quindi da evitare, che implica un eccessivo affidamento ad uno strumento familiare. Abraham Maslow scrisse nel 1966: "Se come strumento, hai solo un martello, è comodo trattare tutto come se fosse un chiodo". 

## Descrizione
Il concetto è attribuito sia a Maslow che ad Abraham Kaplan, anche se l'idea del martello e del chiodo, potrebbe non essere di nessuno dei due.

### Kaplan
Nel febbraio 1962 Abraham Kaplan, allora professore di filosofia, tenne un discorso presso l'UCLA. Egli esortava gli scienziati a usare buon senso nella scelta dei metodi appropriati per la loro ricerca. Il fatto che certi metodi siano utili, o che un dato individuo sia stato addestrato a utilizzare un metodo specifico, non garantisce che il metodo sia appropriato per tutti i problemi. Citava la Legge dello Strumento di Kaplan: Date a un ragazzo un martello e tutto ciò che incontra dovrà essere martellato.

### Abraham Maslow
La definizione de Il martello di Maslow, e le sue varianti, è tratta dal libro del 1966 La psicologia della Scienza di Abraham Maslow. Maslow scrisse: "Ricordo di aver visto un elaborato e complicato autolavaggio che funzionava benissimo nel lavare le auto. Ma poteva fare solo quello, e tutto il resto che finiva nelle sue grinfie veniva trattato come se fosse un'automobile da lavare. Suppongo che sia allettante, se l'unico strumento che hai è un martello, trattare tutto come se fosse un chiodo."

## Manifestazioni

### Programmazione informatica
Il concetto di martello d'oro, "una tecnologia o un concetto familiare applicato ossessivamente a molti problemi software", è stato introdotto nella letteratura sulla tecnologia informatica nel 1998 come un anti-pattern (un pattern è uno schema prefissato molto utile ed economico come risparmio di risorse, che viene usato in tantissimi ambiti umani, che possono andare dal linguaggio all'improvvisazione nell'arte e in maniera particolare nel jazz). 
Lo sviluppatore di software José M. Gilgado sconsiglia questo metodo nello sviluppo del software, perché rafforza l'abitudine di evitare nuovi strumenti. Ha osservato che molte volte i programmatori , "tendono a utilizzare sempre gli stessi strumenti abituali, per realizzare un progetto completamente nuovo e con nuovi vincoli". Ha attribuito la colpa di questo alla "zona di comfort" in cui non si cambia nulla per pigrizia e per evitare rischi. Il problema di usare sempre gli stessi strumenti è che non si hanno abbastanza argomentazioni per fare una scelta, perché non si ha nulla con cui confrontarsi e questo limita le proprie conoscenze". Ciò li porta ad utilizzare linguaggi di programmazione conosciuti ed usati con continuità.
Il suo consiglio è di "continuare a cercare la migliore scelta possibile, anche se non la si conosce molto bene".  Ha sottolineato che il prodotto RubyMotion consente agli sviluppatori di "integrare" linguaggi di programmazione sconosciuti in un linguaggio di programmazione familiare, evitando così di doverli imparare.